# Поляков, Арий Иосифович
Арий Ио́сифович Поляков (1911—1981) — русский писатель, журналист; один из первых советских альпинистов, мастер спорта, был включён в список лучших альпинистов Европы за последние 600 лет.
Также писатель и журналист, Член Союза журналистов СССР. Автор книг по альпинизму, в том числе: «Мы на Памире» (1930), «Штурм больших вершин» (1978).

## Биография
Родился в 1911 году в еврейской семье. Его отец, Иосиф Аронович Поляков (1887—1937), уроженец города Ромны, был меньшевиком, в советское время работал во внешней торговле, затем заместителем начальника строительства пивоваренного завода в Горьком; расстрелян 20 сентября 1937 года. Мать, Бася Соломоновна Полякова, была белошвейкой. Сестра — сотрудник ГРУ, подполковник Мария Иосифовна Полякова.
Первое своё восхождение совершил в 1929 году на Памире, обеспечивая совместно со своими коллегами-альпинистами помощь экспедиции Н. П. Горбунова и Н. В. Крыленко.
С 1934 года Поляков был слушателем Военно-воздушной академии им. Н. Е. Жуковского. В 1936 году он возглавил колонну альпинистов Красной Армии в восхождении на пик Ленина, которое оказалось неудачным. В 1937 году повторно руководил восхождением на эту вторую (как считалось до открытия пика Победы) по высоте в СССР горную вершину. Это восхождение было успешным и участники экспедиции установили там бюст Ленина.
В 1937 году по доносу сокурсника был репрессирован и до 1954 года находился в разных лагерях, был одним из первых строителей рудника и города Норильска. Позже был реабилитирован.
В 1954 году стал спортивным деятелем СССР — совершал восхождения, работал инструктором и начальником отдела альпинизма и туризма Центрального совета ДСО «Спартак», участвовал в создании системы международных альпийских лагерей. Несколько лет возглавлял Международный лагерь «Кавказ».
Другом и участником восхождений Полякова был С. Я. Ганецкий.
Умер А. И. Поляков в 1981 году в Москве, где похоронен на 14 участке Донского кладбища.

## Награды
- Мастер альпинизма (1934 год).
- Мастер спорта СССР (1955 год).
- Почетный гражданин города Норильска.